# برال استارز

لوگوی براول استارز (جدال ستارگان)

براول استارز یا جدال ستارگان (به انگلیسی: Brawl Stars)، یک بازی چندنفره آنلاین بر بستر بتل رویال که برای اندروید و آی او اس منتشر شده است که توسط شرکت سوپرسل انتشار یافته است.

## مودهای بازی
در این بازی ۱۳ مود وجود دارد. ۹ مود اصلی که در افزایش و کاهش جام بازیکن تأثیر دارد، ۱ مود رقابتی، ۳ مود ویژه که تنها برای جمع کردن XP مأموریت در مسیر براول‌پس هستند و همچنین چند مود موقت وجود دارند که در زمان‌های مختلف برای مدتی محدود به بازی می‌آیند و پس از اتمام این مدت از بازی می‌روند و مانند مودهای اصلی در افزایش یا کاهش جام تأثیر دارند.

### مودهای اصلی
1- SHOWDOWN/شوداون: این مود سه نوع مختلف دارد.  Trio وSolo و Duo. در Solo Showdown هر بازیکن برای خودش نبرد می‌کند. ۱۰ نفر در این نوع از این مود با هم به رقابت می‌پردازند و باید الکسیرهای سبز رنگ داخل جعبه‌هایی با ۶۰۰۰ جان را جمع‌آوری کنند تا به قدرت ضربه و سلامتی خود بیفزایند. همزمان با جمع‌آوری الکسیرهای سبز رنگ باید به رقابت با یکدیگر بپردازند و همدیگر را از بین ببرند. همزمان با نبرد بازیکنان دودهای سمّی سبز رنگی از همه جا لحظه به لحظه به مرکز زمین نزدیک می‌شوند. هر بازیکن به ازای هر ثانیه‌ای که درون این دودهای سمّی بماند، ۱۰۰۰ عدد از میزان سلامتی خود را از دست می‌دهد. آخرین نفری که زنده می‌ماند به عنوان نفر اول بازی شناخته می‌شود. Dou Showdown نیز مانند Solo است اما با این تفاوت که به‌جای ۱۰ نفر، ۵ تیم ۲ نفره به رقابت با یکدیگر می‌پردازند و هر تیمی که در آخر زنده بماند برندهٔ بازی است. در صورت کشته شدن یکی از اعضای هر تیم، عضو زنده باید ۱۵ ثانیه صبر کند تا هم تیمی اش به بازی برگردد، بسته به میزان جام‌های جمع‌آوری شده با براولری که با آن بازی انجام می‌شود و رتبه (نفر ۱۰ام تا اول در Solo Showdown و تیم ۵ام تا اول در Duo Showdown) به بازیکن جام، اضافه یا از آن کسر می‌شود.
2- GEM GRAB/ جم گرب: در این مود دو تیم ۳ نفره به رقابت با یکدیگر می‌پردازند. دو تیم باید الماس‌های بنفش رنگ را که از چالهٔ وسط زمین استخراج می‌شوند را جمع‌آوری کنند تا مجموع الماس‌های جمع شدهٔ هر تیم به ۱۰ یا بیشتر برسد. پس از جمع‌آوری ۱۰ الماس باید به مدت ۱۵ ثانیه از الماس‌ها حفاظت کرد و سپس برندهٔ بازی مشخص می‌شود. اگر هر دو تیم به ۱۰ الماس برسند تیم‌ها باید دوباره برای جمع‌آوری الماس تلاش کنند و هر تیمی که بیشتر الماس جمع کند برندهٔ بازی می‌شود.
3- BRAWL BALL / براول بال: در این مود، دو تیم ۳ نفره به رقابت با یکدیگر می‌پردازند. در ابتدای بازی یک توپ وسط میدان قرار دارد. بازیکنان هردو تیم باید ضمن جنگیدن با یکدیگر توپ را درون دروازهٔ تیم حریف قرار بدهند. هر تیمی که سریعتر دو گل بزند برندهٔ مسابقه است. درصورت اتمام زمان ۲ دقیقه ای بازی، تیمی که بیشتر گل زده برندهٔ مسابقه اعلام می‌شود. درصورتی که زمان بازی به پایان برسد و دو تیم مساوی باشند، یک دقیقه وقت اضافه محاسبه خواهند شد. با شروع وقت اضافه، تمامی موانع بازی (جعبه‌ها و چمن‌ها و…) از بین می‌روند و هر تیمی که در این یک دقیقه اولین گل را بزند برندهٔ مسابقه است. درصورت تساوی دوباره بین دوتیم، بازی مساوی تمام می‌شود.
4-WIPEOUT/وایپ اوت: در این مود دو تیم سه نفره به رقابت می‌پردازند، هر تیم باید در مجموع ۱۰ بار افرادِ تیم حریف را از بین ببرد تا برنده شود، مدت زمان این مود ۳ دقیقه است، در صورتی که زمان بازی به پایان برسد تیمی که امتیاز بیشتری دارد (یعنی تعداد دفعات بیشتری افراد تیم حریف از بین برده است (اما کمتر از ۱۰ دفعه)) برنده است و اگر امتیاز هر دو تیم برابر باشد بازی مساوی تمام می‌شود.
5- HEIST /هایست: در این مود دو تیم ۳ نفره به رقابت با یکدیگر می‌پردازند. هر تیم یک گاوصندوق با سلامتیِ ۴۵۰۰۰ دارد. تیم‌ها باید ضمن جنگیدن با یکدیگر گاوصندوق تیم حریف را از بین ببرند. تیمی که زودتر گاوصندوق حریف را از بین ببرد، برندهٔ مسابقه است. در صورت اتمام زمان بازی، تیمی که خسارت بیشتری به گاوصندوق حریف وارد کرده است برندهٔ بازی است و در صورت این که هر دو تیم به یک اندازه به گاوصندوق حریف آسیب وارد کرده باشند، بازی مساوی تمام می‌شود.
6- Hot Zone/هات زون: در این مود دو تیم سه نفره با هم به رقابت می‌پردازند. در این مود یک، دو یا سه دایره در زمین قرار دارد. دو تیم باید درون دایره‌ها بایستند تا به نفع تیم خود امتیاز جمع کند درصورتی که از یک تیم بازیکنی درون دایره ایستاده باشد، لحظه به لحظه درصد امتیاز آن تیم بالا می‌رود. در صورتی که یک نفر از هر دو تیم درون یک دایره ایستاده باشند درصد امتیاز هر دو تیم بالا می‌رود. تیم برنده در نهایت تیمی است که درصد امتیاز خود را زودتر به ۱۰۰٪ برساند. میزان امتیاز بر حَسْب درصد در گوشهٔ بالای صفحه نمایان می‌شود. در برخی از مپ‌های این مود، دو یا سه دایر وجود دارد.
7-KNOCKOUT/ناک اوت: در این مود دو تیم سه نفره به رقابت می‌پردازند. این مود ۳ راند دارد. هر تیم باید سعی کند تمامی افراد تیم حریف را از بین ببرد تا یک راند پایان یابد، بازی بعد از ۲ بار بردِ متوالیِ یک تیم پایان میابد و تیم برنده مشخص می‌شود اما اگر یک تیم در راند اول برنده شود و در راند بعدی تیم مقابل برنده شود بازی به راند سوم کشیده می‌شود و هر تیمی که در راند سوم برنده شد (یعنی همه افراد تیم حریف را از بین برد) برندهٔ نهایی بازی است.

### مود رنکد/ Ranked
این مود یک مود رقابتی حساب می‌شود که در ان هر فصل بازیکنان از امتیاز صفر شروع به بازی و بالا رفتن با جمع امتیاز می‌کنند تا رکورد فصل قبلی خود را بشکنند. رنکد شامل ۷ رنک اصلی محتلف برنز - سیلور - طلا - دایمند - میتیک - لجندری - مسترز هست که هرکدام ۳ زیر رنک دارند. در هر بازی یک مود اصلی شانسی به علاوه یک مودیفایر به صورت شانسی انتخاب می‌شوند و هر بازیکن چند ثانیه فرصت دارد تا براولر مخصوص این مود را انتخاب کند.
از رنک دایمند این مود حساس تر شده و اکنون هر بازیکن شانس محروم کردن یک براولر از انتخاب را دارد همچنین بازی به صورت ۲دست بازی می‌شوند و برنده با بیشترین تعداد برد انتخاب می‌شود.
*مودیفایرها به بازی قوانین جدیدی اضافه می‌کنند

### مودهای ۵به۵
بعصی مودهای اصلی حالت‌های ۵به۵ دارند که بعضی شنبه‌ها و یکشنبه‌ها در دسترس قرار میگیرنذ
۱- GEM GRAB/ جم گرب: همانند نسخه ۳به۳ خود بازی می‌شود اما ۲۰ حم باید جمع شوند
۲- BRAWL BALL / براول بال : برعکس نسخه ۳به۳ خود به صورت افقی برگزار می‌شود
۳- WIPEOUT/وایپ اوت: همانند نسخه ۳به۳ خود بازی می‌شود اما ۲۰کشته باید گرفته شود
۴-KNOCKOUT/ناک اوت: در این بازی با مرگ هر بازیکن افراد باقی مانده از تیم قوی تر می‌شوند.

### مودهای موقتی:
1-BASKETBRAWL/بسکت براول:در این مود، دو تیم ۳ نفره به رقابت با یکدیگر می‌پردازند. در ابتدای بازی یک توپ وسط میدان قرار دارد. بازیکنان هردو تیم باید ضمن جنگیدن با یکدیگر توپ را درون سبد تیم حریف قرار بدهند. هر تیمی که سریعتر اختلاف را به بالای ۵ امتیاز برساند (سقف تعداد گل‌ها ۱۰ امتیاز است) برندهٔ مسابقه است. هر پرتاب درون سبد از درون محوطه مشخص شده سبد ۲ امتیاز و از بیرون آن ۳ امتیاز دارد. درصورت اتمام زمان ۲ دقیقه ای بازی، تیمی که بیشتر امتیاز گرفته برندهٔ مسابقه اعلام می‌شود. درصورتی که زمان بازی به پایان برسد و دو تیم مساوی باشند، یک دقیقه وقت اضافه محاسبه خواهند شد. با شروع وقت اضافه، تمامی موانع بازی (جعبه‌ها و چمن‌ها و…) از بین می‌روند و هر تیمی که در این یک دقیقه اولین امتیاز را بگیرد برندهٔ مسابقه است. درصورت تساوی دوباره بین دوتیم، بازی مساوی تمام می‌شود.
2-DUELS/دوئل: در این مود دو بازیکن بصورت تک به تک باهم به رقابت می‌پردازند. هر بازیکن برای خود سه براولر انتخاب می‌کند که اگر هر کدام شکست بخورد، براولر بعدی برای او انتخاب می‌شود (مثل بازی‌های مبارزه ای). در آخر هر کسی که هر سه براولر حریف را شکست دهد، برنده خواهد شد. اگر دوئل طولانی شود، مانند مودهای شوداون و ناک اوت، گازهای سمی کم‌کم زمین را در بر می‌گیرند تا اینکه یک بازیکن شکست بخورد.
3- BOUNTY /بونتی: در این مود دو تیم ۳ نفره به رقابت با یکدیگر می‌پردازند. در ابتدای بازی یک ستاره آبی در وسط زمین قرار دارد و بازیکنان باید آن را بگیرند. هر بازیکنی که دارندهٔ ستارهٔ آبی را بکشد، این ستاره برای او می‌شود. بازیکنان هر تیم باید بازیکنان تیم حریف را بکشند تا ستاره کسب کنند. هر بازیکنی که ستارهٔ بیشتری کسب کند، هنگام کشته شدن، ستارهٔ بیشتری به تیم حریف واگذار می‌کند. در پایان زمان بازی، هر تیمی ستارهٔ بیشتری کسب کرده باشد برندهٔ مسابقه است و در صورتی که تعداد ستاره‌های کسب شده توسط دو تیم مساوی باشد، هر تیمی که ستارهٔ آبی را در اختیار داشته باشد، برنده خواهد بود.
4-BOT DROP/بات دراپ:در این مود دو تیم سه نفره با هم به رقابت می‌پردازند. در طول بازی ربات‌هایی از آسمان به زمین می‌افتد (اگر روی بازیکن بیفتد از سلامتی او کم می‌شود) که به بازیکنی که به آن ضربه وارد کند حمله‌ور می‌شود. با کشتن هر ربات یک پیچ به زمین می‌افتد. هر تیمی که زود تر به ۱۲ پیچ برسد برنده است. آخرین ربات یک ربات بزرگ‌تر است که به جای یک پیچ، سه پیچ می‌اندازد. در صورت تساوی پیچ‌های دو تیم، بازی مساوی تمام می‌شود.
5- HUNTERS /هانترز: در این مود ۱۰نفر در یک مپ بزرگ به مسابقه میپردازن. هدف بازی کشتن۶ نفر است، با هربار مردن براساس تعداد کشته‌هایتان در مکان جدیدی زنده می‌شوید. اولین نفری که بتواند ۶نفر را بکشد برنده بازی می‌شود و بقیه افراد براساس تعداد کشته هاشون رتبه‌بندی می‌شوند. نفر اول مسابقه با بیشترین تعداد کشته تمام مدت با یک فلش علامت داده می‌شود.

### مودهای ویژه هفتگی:
در این مودها به بازیکن جام اضافه یا از آن کسر نمی‌شود. این مودها تنها در شنبه‌ها و یکشنبه‌ها در دسترسند
1- Robo Rumble/روبو رامبل: در این مود یک تیم سه نفره باید در مدت زمان ۲ دقیقه از یک گاوصندوق در برابر ربات‌ها حفاظت کنند. ربات‌های کوچک پشت سر هم به گاوصندوق حمله می‌کنند و هر از گاهی یک ربات بزرگ نیز به گاوصندوق حمله می‌کند. در صورتی که تیم سه نفره بتواند مانع نابود شدن گاوصندوق شود برنده می‌شود. این مود از سطح Normal شروع می‌شود و با Insane XVI تمام می‌شود. در سطح‌های بالاتر ربات بزرگ عصبانی تر می‌شود و نابود کردن سخت‌تر می‌شود.
2- Big Game/بیگ گیم: در این مود یک تیم پنج نفره به رقابت با یک براولر بزرگ با سلامتی زیاد و قدرت ضربه بیشتر می‌پردازند. این مود ۲ دقیقه زمان دارد و در صورتی که تیم ۵ نفره بتواند براولر بزرگ را نابود کند برنده می‌شود و در صورتی که پس از پایان ۲ دقیقه نتوانند از پس او بر بیایند، براولر بزرگ برنده می‌شود.
3- Boss Fight/باس فایت: در این مود یک تیم سه نفره به مبارزه با یک ربات بزرگ می‌پردازند. این ربات در طول بازی لیزر شلیک می‌کند، با شتاب به سمت براولرها حمله می‌کند و موشک‌های آتشین پرتاب می‌کند. هر از گاهی ربات‌های کوچکی به سمت بازیکنان حمله می‌کنند. در صورتی که تیم سه نفره بتواند ربات بزرگ را نابود کند برنده می‌شود و در صورتی که ربات بزرگ هر سه نفر را نابود کند، این تیم بازنده می‌شود. در صورتی که یکی از اعضای تیم کشته شود و هنگامی که حداقل یکی از هم تیمی‌هایش زنده باشد، پس از ۲۰ ثانیه به زمین بر می‌گردد. این مود از سطح Normal شروع می‌شود و با Insane XVI تمام می‌شود. در سطح‌های بالاتر ربات بزرگ عصبانی تر می‌شود و نابود کردن آن در هر مرحله سخت‌تر می‌شود.

### *مودهای حذف شده
(ممکن است بعضی از این مودها با توجه به رای مردمی به بازی برگردند)
1. VOLLEYBRAWL/ والی براول
2. LONE STAR / لون استار
3. PAY LOAD /پیلود
4. SUPER CITY RAMPAGE/سوپرسیتی رمپیچ
5. TROPHY THIEF/ دزدی جام
6. HOLD THE TROPHY/نگه داشتن جام
7. POWER PLAY/ پاورپلی

## شخصیت‌ها (براولرها)
در این بازی به کاراکترهای مبارز، براولر (به انگلیسی: Brawler) گفته می‌شود. در حال حاضر ۸۰ براولر در این بازی وجود دارد و ممکن است با شروع هر فصل از بازی به تعداد براولرها اضافه شده و شخصیت‌های جدید همراه با قابلیت‌های متفاوت به بازی اضافه شوند. از بروزرسانی دسامبر ۲۰۲۳، سطح رنگارنگ یا کروماتیک از بازی حذف شده و براولرهای این سطح بین کمیابی‌های حماسی، اسطوره‌ای و افسانه‌ای تقسیم شدند.
شما می‌توانید قفل شخصیت هارا در مسیر استارر رود (starr road) با جمع کردن کردیت(credit) از منابع مختلف باز کنید یا با خوش شانس بودن آنها را از استارر دراپ ها(starr drops) بصورت رایگان دریافت کنید

### انواع براولرها
براولرها به ۶ سطح تقسیم می‌شوند این سطح‌ها هزینه و شانس گرفتن اون هارو مشخص می‌کنند. سطح بالاتر هزینه و شانس بالاتر
| نوع براولر                            | تاریخ رونمایی | تعداد | هزینه (کردیت) | توضیحات |
| ------------------------------------- | ------------- | ----- | ------------- | --- |
| براولر آغازین (Starting Brawler)      | ۲۰۱۷          | ۱     | ۰             | شامل یک براولر به اسم شِلی است که از ابتدای بازی به عنوان براولر نخست شما حساب می‌شود.                              |
| کمیاب یا رِیر (Rare)                   | ۲۰۱۷          | ۸     | ۱۶۰           | این براولرها را می‌توانید به راحتی از استار رود (به انگلیسی: Starr Road) و استارر دراپ‌های اپیک دریافت کنید.        |
| فوق کمیاب یا سوپر رِیر (Super rare)    | ۲۰۱۷          | ۱۰    | ۴۳۰           | این براولرها کمی سخت‌تر از براولرهای کمیاب از استاررود و استارر دراپ میتیک به دست می‌آیند.                          |
| حماسی یا اِپیک (Epic)                  | ۲۰۱۷          | ۲۵    | ۹۲۵           | دریافت این براولرها از استاررود کمی سخت و دشوار و در استارر دراپ میتیک و لجندری قابل گرفتن است.                   |
| اسطوره‌ای یا میتیک (Mythic)            | ۲۰۱۷          | ۲۵    | ۱۹۰۰          | دریافت این براولرها از استاررود بازی کمی سخت‌تر از براولرهای حماسی است و در استارر دراپ میتیک و لجندری در دسترسند. |
| افسانه‌ای یا لِجِندِری (Legendary)        | ۲۰۱۷          | ۱۱    | ۳۸۰۰          | دریافت این براولرها از استاررود فوق‌العاده سخت است و زمان زیادی طول می‌کشد آنها در استارر دراپ لجندری در دسترند.    |
| فوق العاده افسانه ای ultra legendary) | 2024          | 1     | ?             | |

براولرهای بازی عبارتند از:

### براولر آغازین(Starting Brawler)
۱. شِلی (Shelly): براولر آغازین

### کمیاب (Rare)
1. بارلی (Barley)
2. پوکو (Poco)
3. اِل پریمو (El Primo)
4. نیتا (Nita)
5. کلت (Colt)
6. بول (Bull)
7. براک (Brock)
8. رُزا (Rosa)

### فوق کمیاب (Super Rare)
1. ریکو (Rico)
2. جسی (Jessie)
3. داینا مایک (Dynamike)
4. پِنی (Penny)
5. داریل (Darryl)
6. کارل (Carl)
7. تیک (Tick)
8. ایت-بیت (8Bit)
9. جَکی (Jacky)
10. گاس (Gus)

### حماسی (Epic)
1. بو (Bo)
2. پایپِر (Piper)
3. پَم (Pam)
4. فرانک (Frank)
5. بی‌بی (Bibi)
6. امز (Emz)
7. بی (Bea)
8. گِیل (Gale)
9. نانی (Nani)
10. کولِت (Colette)
11. اِدگار (Edgar)
12. استو (Stu)
13. بِل (Belle)
14. گریف (Griff)
15. اَش (Ash)
16. لولا (Lola)
17. گرام (Grom)
18. بانی (Bonnie)
19. سَم (Sam)
20. مَندی (Mandy)
21. مِیزی /مِیسی(Maisie)
22. هَنک (Hank)
23. پِرل (Pearl)
24. لری و لاری (Larry and Lawrie)
25. آنجلو (Angelo)
26. بری (berry)
27. شید (Shade)

### اسطوره‌ای (Mythic)
1. مورتیس (Mortis)
2. تارا (Tara)
3. جین (Gene)
4. مَکس (Max)
5. مِستر پی (Mr. P)
6. اسپروت (Sprout)
7. لو (Lou)
8. بایرِن (Byron)
9. رافس (Ruffs)
10. اسکوییک (Squeak)
11. باز (Buzz)
12. فَنگ (Fang)
13. ایو (Eve)
14. ژانت / جَنِت (Janet)
15. اوتیس (Otis)
16. باستِر (Buster)
17. گری (Gray)
18. آر-تی (R-T)
19. ویلو (Willow)
20. داگ (Doug)
21. چاک (Chuck)
22. چارلی (Charlie)
23. میکو (Mico)
24. ملودی(Melodie)
25. لیلی (Lily)
26. کلنسی (clancy)
27. مو (Moe)
28. جوجو(juju)

### افسانه‌ای (Legendary)
1. اسپایک (Spike)
2. کرو (Crow)
3. لئون (Leon)
4. سَندی (Sandy)
5. اَمبر (Amber)
6. مگ (Meg)
7. چستر (Chester)
8. سِرج (Surge)
9. کوردیلیوس (Cordelius)
10. کیت (Kit)
11. دراکو (Draco)
12. کنجی (Kenji)
13. فوق العاده افسانه ای ultra legendary
14. کازه(kaze)

## استارر پارک
استارر پارک نام مکانی است که دنیای براول استارز در ان قرار دارد.
استارر پارک در سال‌های ۱۹۶۰ تا ۱۹۷۰ توسط شرکت ابر اختر تأسیس شده و به هدف آزمایشات مخفی از تأثیرات جم‌های بنفش روی بازدید کننده‌های پارک و تبدیل آنها به نیروی‌های انسانی قدرتمند و توقف ناپدیر روی پا قرار دارد
در سال ۱۹۹۵ طی حوادثی به دنبال پیدا شدن جم‌ها توسط داینا مایک بسیاری از براولرها متولد شدند و با از دست دادن کنترل خود پارک را به آشوب کشاندند.

### بخش‌های پارک
استارر پارک شامل بخش‌های مختلفی هست که هرکدام خانه ۳ نفر از براولرها است. این بخش‌ها در مپ‌های بازی قابل رویت هستند

###### هاب استارر پارک
1. استارر هاب: لری و لاری - آرتی
2. فورشگاه سوغاتی: کولت - ادگار - گریف

##### منطقه مرزی
1. مزرعه تیراندازها: کلت - شلی - اسپایک
2. معدن مایک: داینامایک - جکی - کارل
3. گلدآرم گنگ: بل - سم - پرل

###### منطقه شهری
1. رتروپلیس: بول - بی بی - کرو
2. شهرک: پایپر - بایرن - بارلی
3. اوراقی جانکرها: پم - جسی - نانی
4. برنامه بدلکاری: استو - ژانت - بانی

###### منطقه پناهگاه تسخیر شده
1. قبرستان مورتیس: مورتیس - امز - فرانک
2. ایستگاه روح: گاس - چاک
3. باتلاق عشق: ویلو - انجلو

###### استودیو فیلم‌سازی
1. براولیوود: لولا - گری - میکو
2. استاررتون: کیت
3. سینما توربو: باستر -فنگ - میسی

###### دنیای فانتزی
1. حیاط قصر پیتزا: اش - گرام
2. کندی لند: چستر - مندی
3. عمارت قرون وسطا: دراکو

###### کوه‌های جادویی
1. هتل اسنوتل: مستر پی-گیل - لو
2. اجراهای مکزیکی: پوکو - ال پریمو - امبر
3. بازار تارا: تارا - سندی - جین

###### دنیای ماجراجویی
1. معبد شمن: بو-لئون-نیتا
2. بایودوم: بی - رزا - اسپروت
3. دزدان دریایی: پنی - داریل- تیک
4. جنگل افسون شده: کوردیلیوس - لیلی

###### مناطق آبی
1. پارک آبی ولاسورپید: باز - داگ
2. منطقه پینت بال عمق دریا: هنک - اوتیس

###### دنیای فردا
1. استاررفورس: رافس - اسکوییک - ایو
2. استارر کید: ریکو - براک - ۸بیت
3. سوپر سیتی: مکس - مگ - سرج

###### ؟
1. سیرک عجایب: چارلی
2. ؟: ملودی

## همکاری‌ها
براول استارز در سال ۲۰۲۰ با همکاری با لاین فرندز(Line friends) شروع به ساخت کالاهای تجاری خود کرد و در قبال آن اسکین‌هایی با تم شخصیت‌های لاین به بازی آمدند. در سال ۲۰۲۱ این بازی با همکاری با BT21 اسکین‌های کارتونی از اعضای گروه BTS به بازی آورد.
در سال ۲۰۱۹ با همکاری با پاری سن ژرمن مسابقه فوتبالی در مود براول بال برگزار کرد. این همکاری در سال ۲۰۲۱ گسترش یافت و براول استارز دست در دست مستر لیگ اروپا اسکین‌های از باشگاه‌های مختلف فوتبال اروپا به بازی آورد
بازی در سال ۲۰۲۴ با گودزیلا همکاری نمونده و یک رویداد بزرگ با تم پادشاه هیولاها را به بازی اضافه کرد مدتی قبل از ان در روز ۱ آوریل با همکاری با baby shark این آهنگ کودکانه را به مدت یک روز در بازی پخش کرد و همه را به شوخی گرفت
همچنین همکاری بزرگی در سال ۲۰۲۴ با جان سینا و باب اسفنجی صورت گرفت که چند اسکین باب اسفنجی (باب اسفنجی، پلانکتون، سندی، آقای خرچنگ و اختاپوس) به بازی اضافه گردید. و در تریلر معرفی این سیزن جان سینا بازی می‌کرد که در رویدادی کوتاه آیکونی هدیه می‌گرفتید.